# Jesus Martyr
Jesus Martyr es una banda argentina proveniente de Buenos Aires. Es considerada una de las bandas precursoras del género death metal en Argentina.

## Historia
A comienzos de 1993, los guitarristas Martin Furia y Gastón Basile, luego de haber explorado el género del Grindcore e influenciados por el sonido de bandas como Fear Factory(1989), comenzarían a darle  forma a un nuevo proyecto llamado Martyrdom, el cual estaría vinculado al Death Metal. Para septiembre del 93’ completarían la formación con el baterista Guillermo Gómez y el bajista Martín Príncipe.
A mediados del 1994 tendrían los primeros shows en Buenos Aires, con fechas en locales como Cemento y Museo Rock. En uno de los shows que darían en Museo Rock, presentarían a Bruno Nasute en reemplazo de Martín Príncipe, e incluso luego de aquella fecha, Gastón Basile sería apartado de la banda. En agosto del 94’ se incorpora Santiago Ferrer en guitarra y voz, y ya con nueva formación, deciden cambiar el nombre de la banda por Martyr.

En septiembre del 94’ editarían en formato casete el primer demo de la banda, Fear to be born, el cual contiene seis canciones grabadas en Portaestudio de 4 canales, una forma habitual de grabar para aquella época. A pesar de la pobre calidad del sonido, este demo con claras influencias del Death Metal permitió que el grupo sea conocido y tenga la posibilidad de presentarse en la ciudad de Buenos Aires y en el interior del país.

En los meses siguientes se produjo el crecimiento de la banda en todos los aspectos y decidieron grabar un segundo demo en casete, titulado Humanize. Este demo presentó un sonido diferente al anterior, mezclando Hardcore, Death, Punk e Industrial. Humanize recibió muy buenas críticas y significó la posibilidad de editar y distribuir el material. Surgirían ofrecimientos de Sellos underground del exterior, pero decidieron esperar para registrar mejor material.

### Sudamerican Porno
En 1998 lanzaron lo que sería su primer álbum de larga duración, Sudamerican Porno, que contó con la producción de Matias Kritz. El disco sumó 13 temas, grabados en épocas diferentes por problemas de dinero. Además, se incorporó a Hugo Macchia (exSadistikal) como tecladista y segunda voz.

En ese año, la banda pasaría a llamarse Jesus Martyr, tomando el concepto de una antigua letra del grupo.
 
En septiembre del 98', el sello Repulse Records(España) lanza una edición de Sudamerican Porno en más de 30 países, en los 5 continentes. Gracias a este sello logran salir de gira por Europa entre febrero y marzo de 1999. El Tour consistió de 15 shows en 45 días, con fechas en Suiza, Alemania, Lituania, Luxemburgo, España y Portugal. Al regresar a la Argentina, fueron parte de festivales importantes, e incluso estuvieron en la señal internacional Much Music. A fines de aquel año, la cortina del programa radial argentino Tiempos Violentos (de FM Rock & Pop), compuesta por Jesus Martyr, es elegida por el público "Mejor tema pesado del año". A su vez, también son elegidos por el público "Mejor banda del Metal", en una encuesta realizada por en el diario argentino Clarín.

En diciembre de 1999 rompen su contrato con Repulse Records, aunque en buenos términos, y organizan su segunda gira europea de manera independiente. En el año 2000, a principios de abril comenzarían un nuevo Tour, que en los planes les demandaría seis meses. En el Viejo Continente surgirían inconvenientes legales —e incluso de convivencia— que impidieron que la gira supere un trimestre. Protagonizarían 23 shows, compartiendo escenario con bandas como Misery Loves Co.(1990), Kill II This(1995) y Cannibal Corpse(1988).
 
Al finalizar esta gira, Santiago Ferrer, a causa de diferencias personales y musicales, abandonaría la agrupación y formaría la banda Hentai. Ahora continuarían con Sebastián Barrionuevo en su lugar y el tecladista Hugo Macchia en voz.

En aquel 2000, al terminar el Tour, darían una entrevista a la revista argentina Jedbangers. Los integrantes analizarían los aciertos y desaciertos de la última gira:

«'Bruno: allá la gira no se autosubastó como pensamos, nadie nos prestó los equipos como pensamos, nadie nos consiguió las fechas que nosotros pensamos, nos c****** de hambre como nunca. En la primera gira nos respetaron mucho más porque teníamos un sello que era europeo. En esta gira no nos respaldaba nadie y te lo hacían notar todo el tiempo. En los shows, lo veías cada 5 segundos. Te querían alquilar un redoblante a $50, ¿donde la viste?. Si me pagan $200 por un show, ¿cómo me vas a alquilar un redoblante a $50?. Si querías un Marshall, no sabés. Loco, venimos de muy lejos, no somos Metallica...

Jedbangers: Si tienen que volver a elegir una gira para que se repita, cual eligen la primera o la segunda?

Hugo y Guillermo: la segunda.

Martín: las dos.

Bruno: un cacho de la primera y otro de la segunda. Me quedo con lo que aprendimos. La primera de un mes estuvo bien. Cuarenta grados bajo cero de temperatura, nada de sensación térmica, ni las p******. Se congelaba el encendedor. Después dijimos ‘vamos 6 meses que esto es joda’ y aprendimos que tampoco durás 6 meses. Si querés irte 6 meses primero sacá una Visa, titi.

Martín: ahora ya sabemos que no vamos a ir ni 6 meses ni un mes, con dos meses nos arreglamos.

Hugo: eso es lo que hacen las otras bandas, para conocer el ambiente, mirar como es todo, viendo como se labura.

Jedbangers: Ahora, si te podés ir sin el apoyo de un sello, ¿Por qué ustedes son la única banda argentina que giran por Europa?

Martín: porque hay que tener h***** para armar una gira. Las fechas las tenés que buscar 4 o 6 meses antes de irte. No es ‘hola’, ir y tocar. Nosotros laburamos un año para una gira que organisacionalmente (Sic) fue un desastre.»
Entrevista. Revista argentina Jedbangers, año 2000.

Después de nueve meses, volverían a tocar en vivo en suelo argentino, un sábado 16 de diciembre del 2000. La fecha sería en el reducto El Marquee, ocasión en la que presentarían a Sebastián Barrionuevo como nuevo integrante. Días antes de aquel show realizarían un set en la señal internacional Much Music, esta vez en el programa "Al Límite", conducido por Hernán Petriz.

### Pampa Awaken
En el transcurso del año 2001 se especula con la aparición de un nuevo álbum, Pampa Awaken, que finalmente nunca saldría a la luz. No se editaría porque la banda no estuvo del todo conforme con el material obtenido. En aquel entonces se tomarían dos años de silencio absoluto, mientras trabajan en un nuevo disco.

### The Jesusmartyr
En el 2002 y 2003 vuelven a los escenarios con una gira por Argentina y Brasil, y a finales del 2003 empiezan a preparar nuevo material. Surgirían nuevamente problemas internos y en marzo del 2004 el baterista inicial Guillermo Gómez deja el grupo, su lugar es ocupado por Marcelo Castro —ex A.N.I.M.A.L.(1991) y Ritual(1996)—. De aquella formación original, solo continuarían Bruno Nasute y Martín Furia.

En febrero del 2005, el grupo comienza la grabación de su nuevo álbum, The Jesusmartyr, sin abandonar las presentaciones en vivo.

Guillermo retornaría en el 2006 y la banda emprendería una nueva gira por Brasil para presentar su reciente disco.

### The Black Waters
A principios de 2007 el guitarrista Martín Furia se radica en Bélgica. Por aquel entonces, se dedicarían a lo que sería el tercer disco de estudio, The Black Waters. Este disco sería mezclado y masterizado en los estudios ZigZound(Dinamarca) en el año 2007. En septiembre de ese año el álbum es editado a través del sello Midiacaos(Brasil) y la banda encara entre octubre y noviembre una gira de 15 presentaciones entre Bélgica y Holanda. Al retornar de la misma, realizan una escala en Brasil en diciembre de 2007, tocando en 3 shows en Sao Paulo.

Luego de esta gira, el sello Rusty Cage Records(Holanda) edita The Black Waters en Europa.

Durante el año 2008, Jesus Martyr se presenta en vivo en Argentina y Chile como trío, con Bruno Nasute (bajo/voz), Sebastián Barrionuevo (guitarra) y el baterista Eduardo Turco, quien también formaba parte de las bandas Embodiment y Ritual.
En enero de 2009, el grupo realiza una gira de 4 conciertos en Chile como soporte de la legendaria agrupación chilena Criminal(1991). Comparten escenario en el último show con Kingdom of Hate(2007), Dorso(1984) y Criminal, en el Galpón Víctor Jara de Santiago. En esta gira, Jesus Martyr volvió a tocar como cuarteto, con Nasute, Barrionuevo, Turco y Furia. A mediados de 2009 la banda decide parar y sus miembros continúan con otros proyectos.

En noviembre de 2011 la banda se junta con invitados especiales para una única función.

## Miembros

### Última formación conocida
- Bruno Nasute - Bajo, Voz (Desierto Gris)
- Sebastián Barrionuevo - Guitarra (Avernal, MediuM, FinDuMonde, The Killing, Banda de la Muerte, Kumshot)
- Eduardo Turco - Batería (Burden Rage, Embodiment, FinDuMonde, Hate Storm, Ritual)

### Miembros anteriores
- Santiago Ferrer - Voz, Guitarra (Lobotomy, Hentai)
- Martín Furia - Guitarra (Destruction , Bark, The Killing)
- Hugo Macchia - Teclados, Voz (Sadistikal)
- Guillermo Gómez - Batería (Banda de la Muerte)
- Marcelo Castro - Batería (Buffalo, A.N.I.M.A.L., Ritual, Wizard)
- Gastón Basile - Guitarra, Voz
- Martín Príncipe - Bajo

## Discografía

### EP
- 1994 - Fear to be born
- 1995 - Humanize

### Álbumes
- 1998 - Sudamerican Porno
- 2005 - The Jesusmartyr
- 2007 - The Black Waters

### Otros
- 2001 - Pampa Awaken

## Influencias
Algunas de las bandas que han influenciado a Jesus Martyr:

Slayer, Carcass, Fear Factory, Machine Head, Sepultura, Pantera, Metallica, Refused, Cannibal Corpse y Strapping Young Lad, [[Ministry]], [[Nine Inch Nails]], [[Marilyn Manson]] entre otras.